# Udon
L'udon (うどん o 饂飩) és un tipus de fideu gruixut fet de farina, popular al menjar japonès. Va ser importat al Japó des de la Xina en el segle vi. L'original tenia de 2 a 3 cm de diàmetre, era com una truita plana en forma de "fideu" que s'afegia a la sopa de miso.

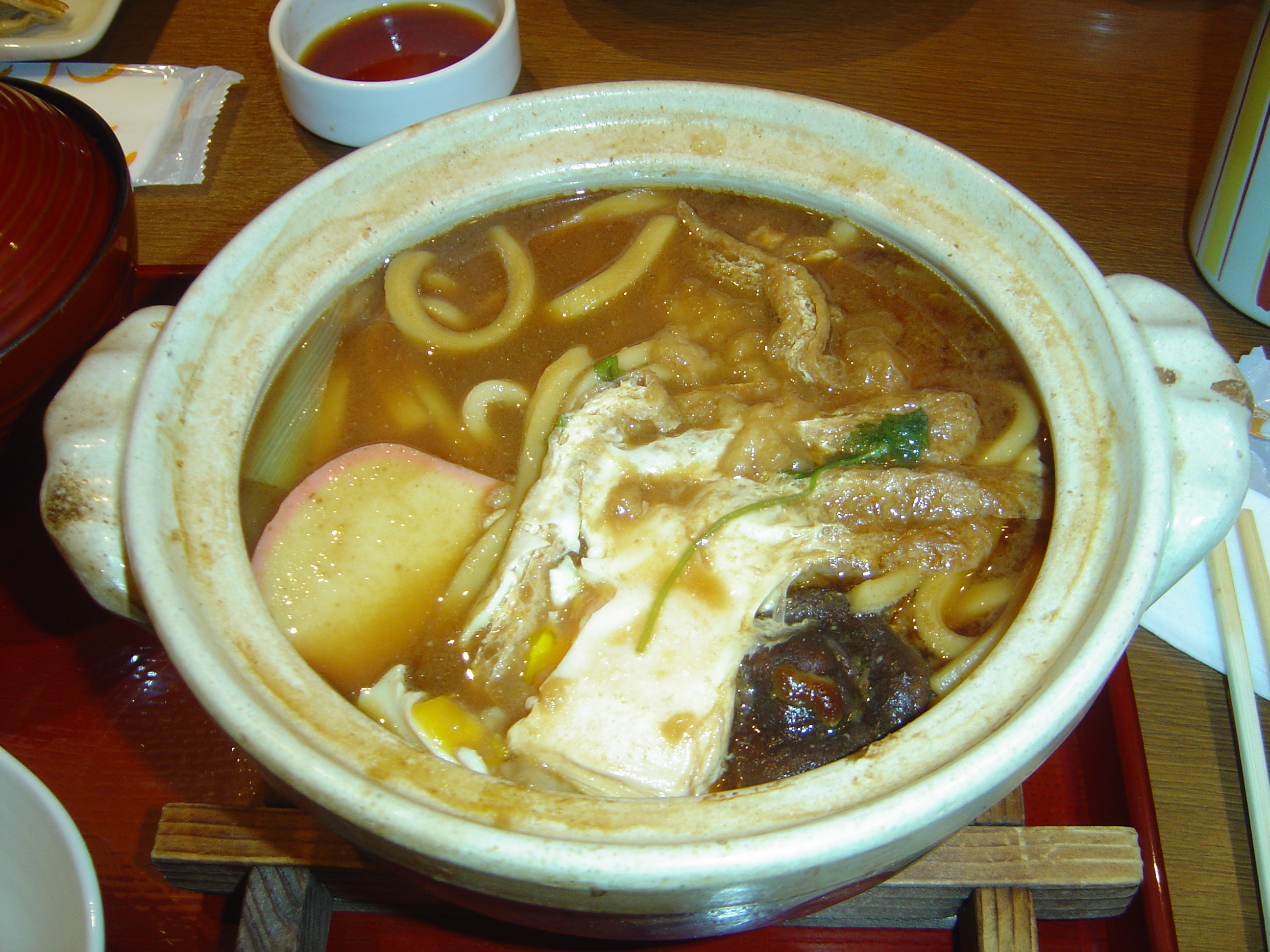
Bol amb udon.

Són normalment servits en un brou a base de dashi, salsa de soja, i mirin. Després se'ls afegeix damunt diversos ingredients. Aquests ingredients marquen la diferència entre els tipus d'udon. La majoria de les variants solen portar Negi picat.
El sabor del brou i els ingredients addicionals varien de regió en regió. Els udon en si també varien de forma i gruix segons la zona.

## Varietats calentes

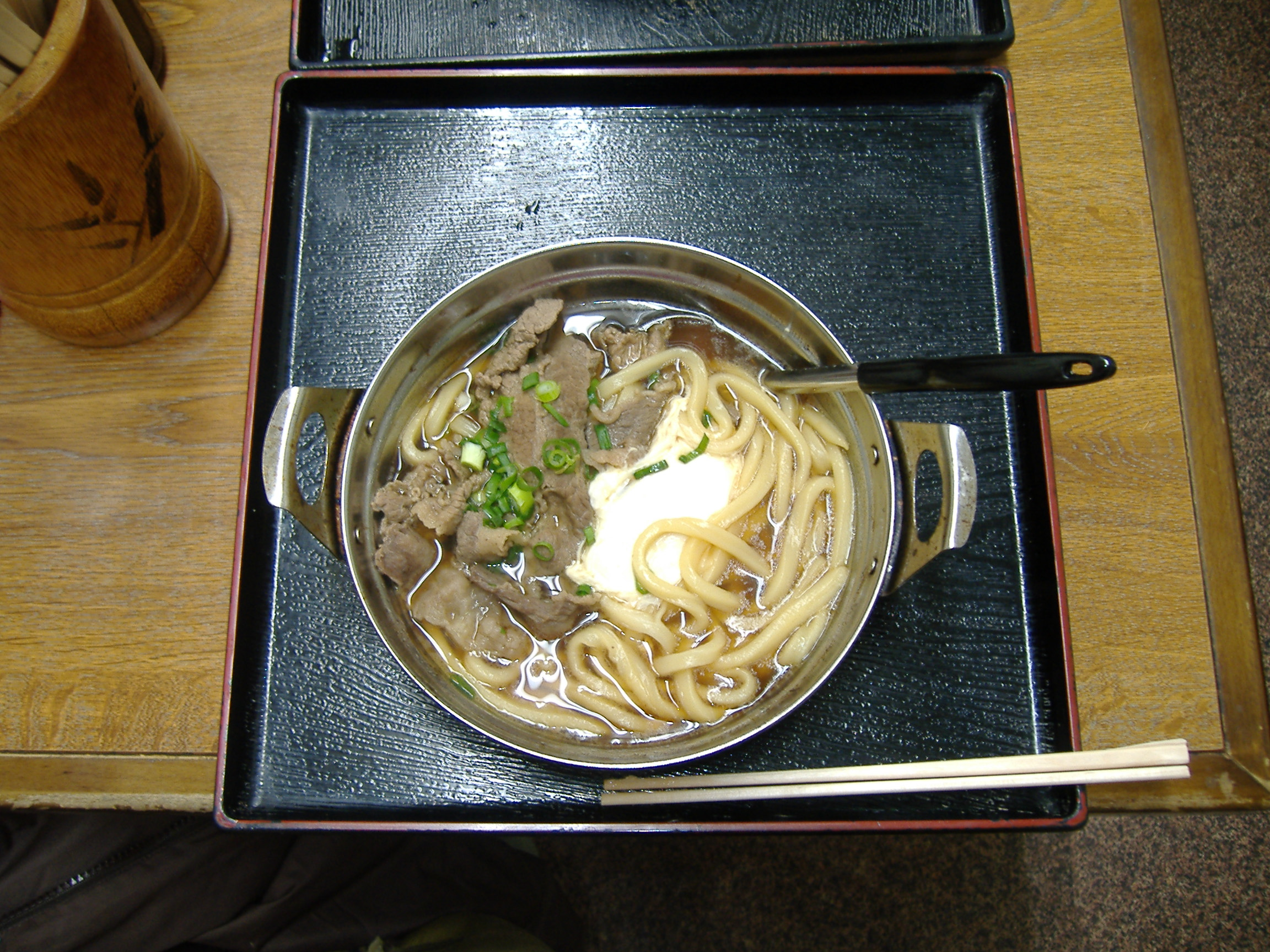
Udon amb carn a la cassola (牛鍋 うどん, gyūnabe udon).

- Inaniwa udon  (稲庭 うどん)
- Ise udon  (伊勢 うどん)
- Kansai udon  (関西 うどん)
- Sanuki udon  (讃岐 うどん)
- Kare udon  (カレー うどん)

Servits en brou de curri amb algunes verdures, típicament Negi.
- Kitsune udon  (きつね うどん)

Se li afegeix naruto, un tipus de kamaboko i Abura age
- Nishino udon  (鯡 うどん)

Udon servits amb un llom de arengada fumat
- tanuki udon  (たぬき うどん)
- Sōki soba  (ソーキ そば うどん)

Aquest plat de la regió de Okinawa pot ser considerat com udon
- Tsukimi udon  (つきみ うどん)

Servits amb un ou cru que es cuina amb la calor de la sopa.
- Wakame udon  (わかめ うどん)

Se li afegeixen algues wakame

## Varietats fredes
- Zaru udon  (ざる うどん)

Se serveixen freds sobre una estoreta de bambú, acompanyats de nori en juliana i una salsa
Freda suau.

## Tipus de udon segons la regió
- Kishimen udon  (きし麺 うどん)

Udon amb forma plana, típics de la ciutat de Nagoya.